# Нове Сюрбеєво
Нове Сюрбе́єво (рос. Новое Сюрбеево, чув. Çĕрпӳел) — присілок у складі Цівільського району Чувашії, Росія. Входить до складу Чурачицького сільського поселення.
Населення — 178 осіб (2010; 182 у 2002).
Національний склад:
- чуваші — 98 %